# Muzeum Komunikacji w Paterku
Muzeum Komunikacji w Paterku – muzeum powstało w 2011 r. w Paterku.

## Historia
Muzeum powstało w marcu 2011 roku na bazie kolekcji zabytkowych autobusów, obejmującej 30 pojazdów kursujących w powojennej Polsce, m.in. w Bydgoszczy. Ponadto gromadzone są stare fotografie, eksponaty dot. historii komunikacji w Bydgoszczy i Nakle, mundury kierowców i stare bilety. Muzeum jest obecnie w fazie organizacji. Autobusy w sezonie letnim realizują planowe kursy na liniach turystycznych w Bydgoszczy.

## Galeria

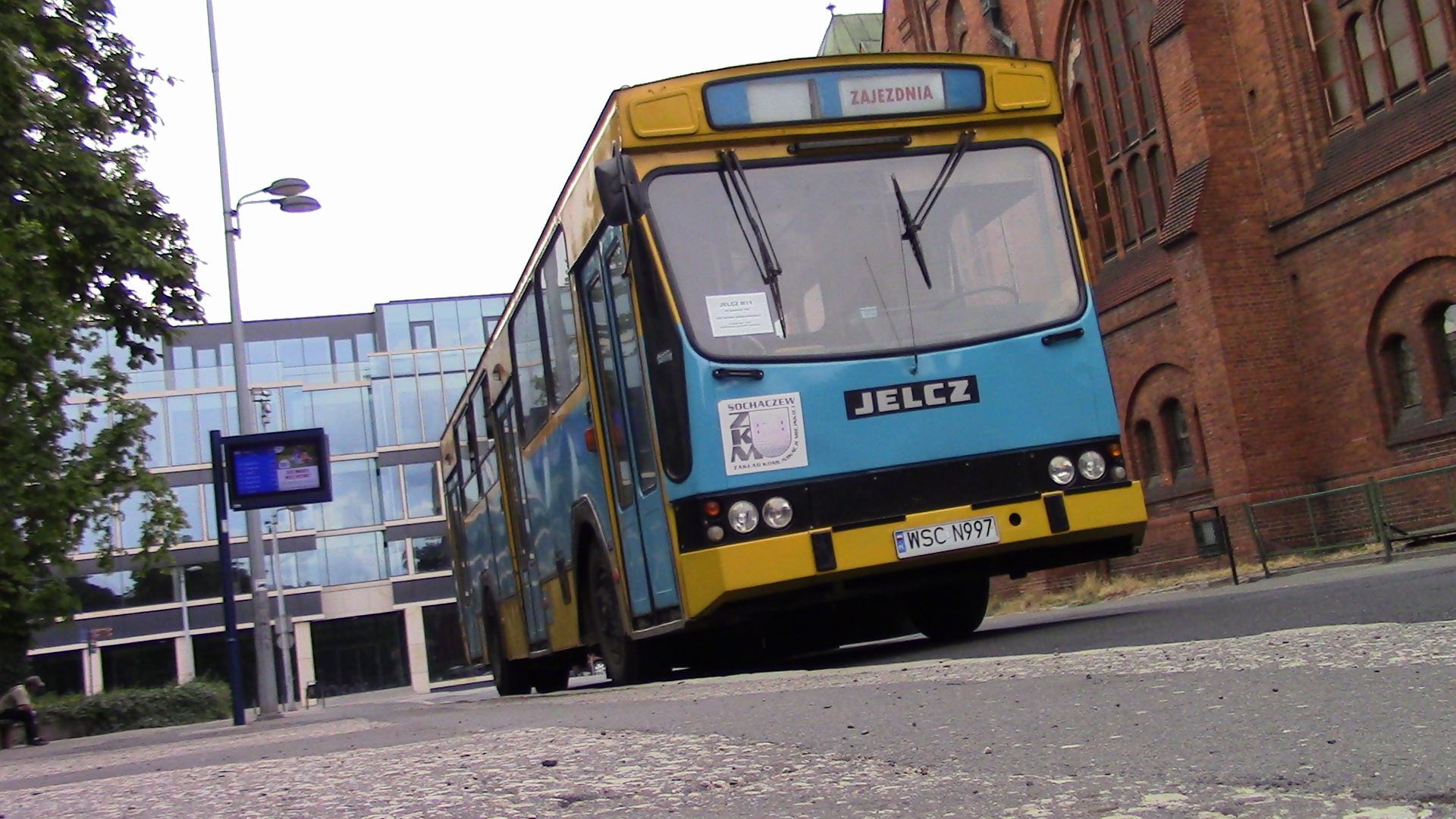
Jelcz M11 z 1987, zakupiony w 2019 z ZKM w Sochaczewie[1].
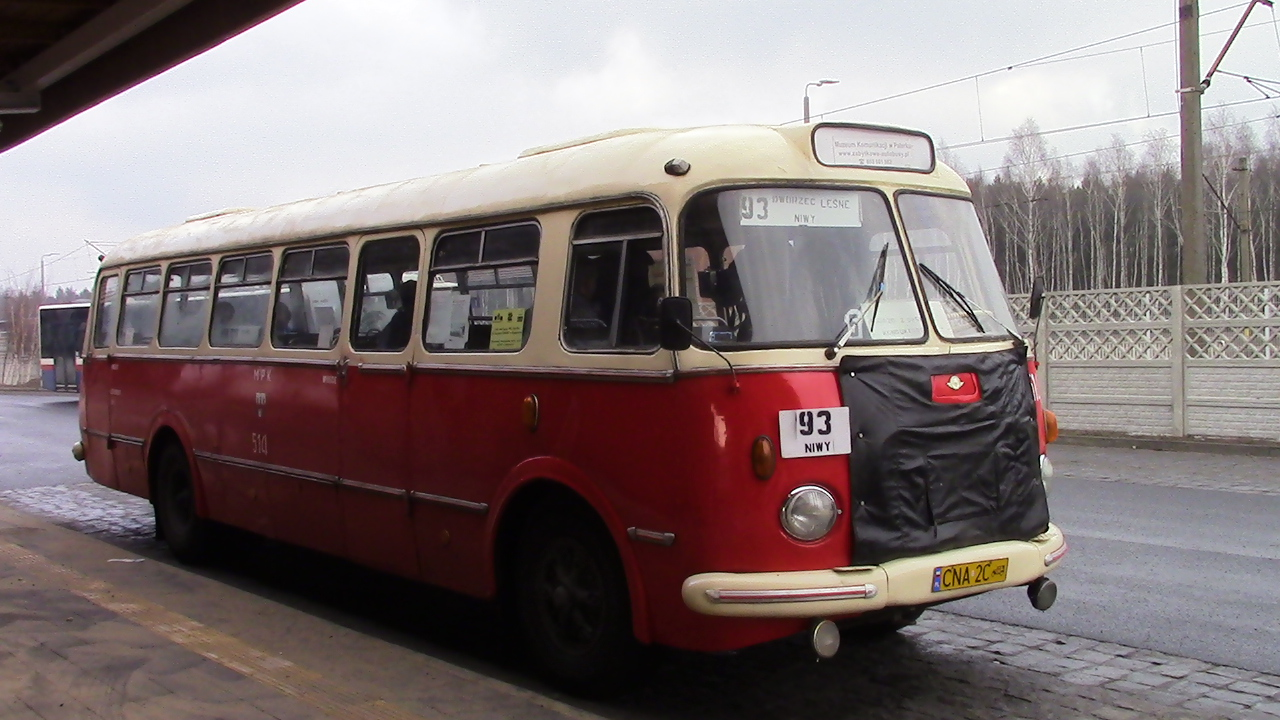
Jelcz 043
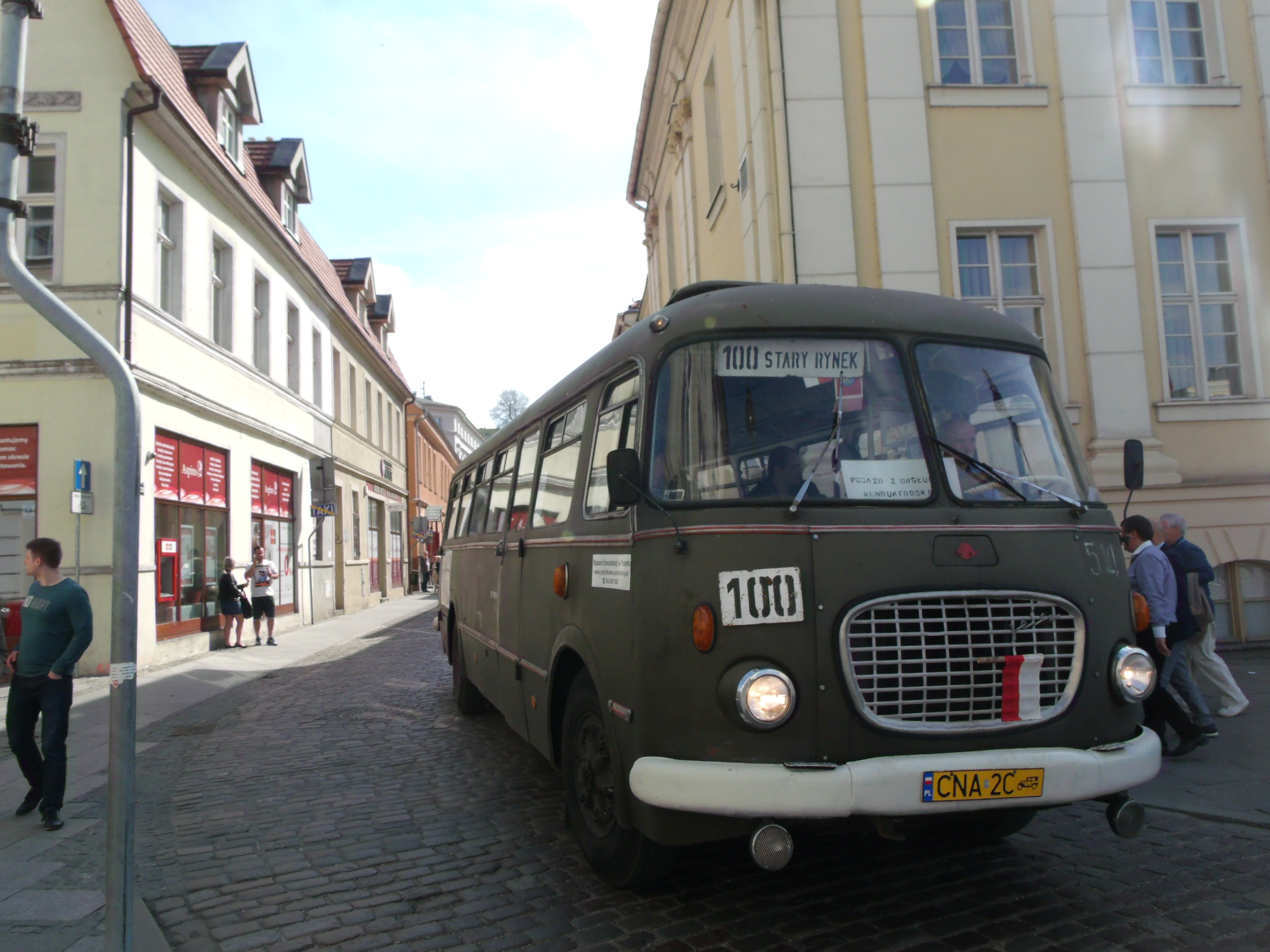
Jelcz 043
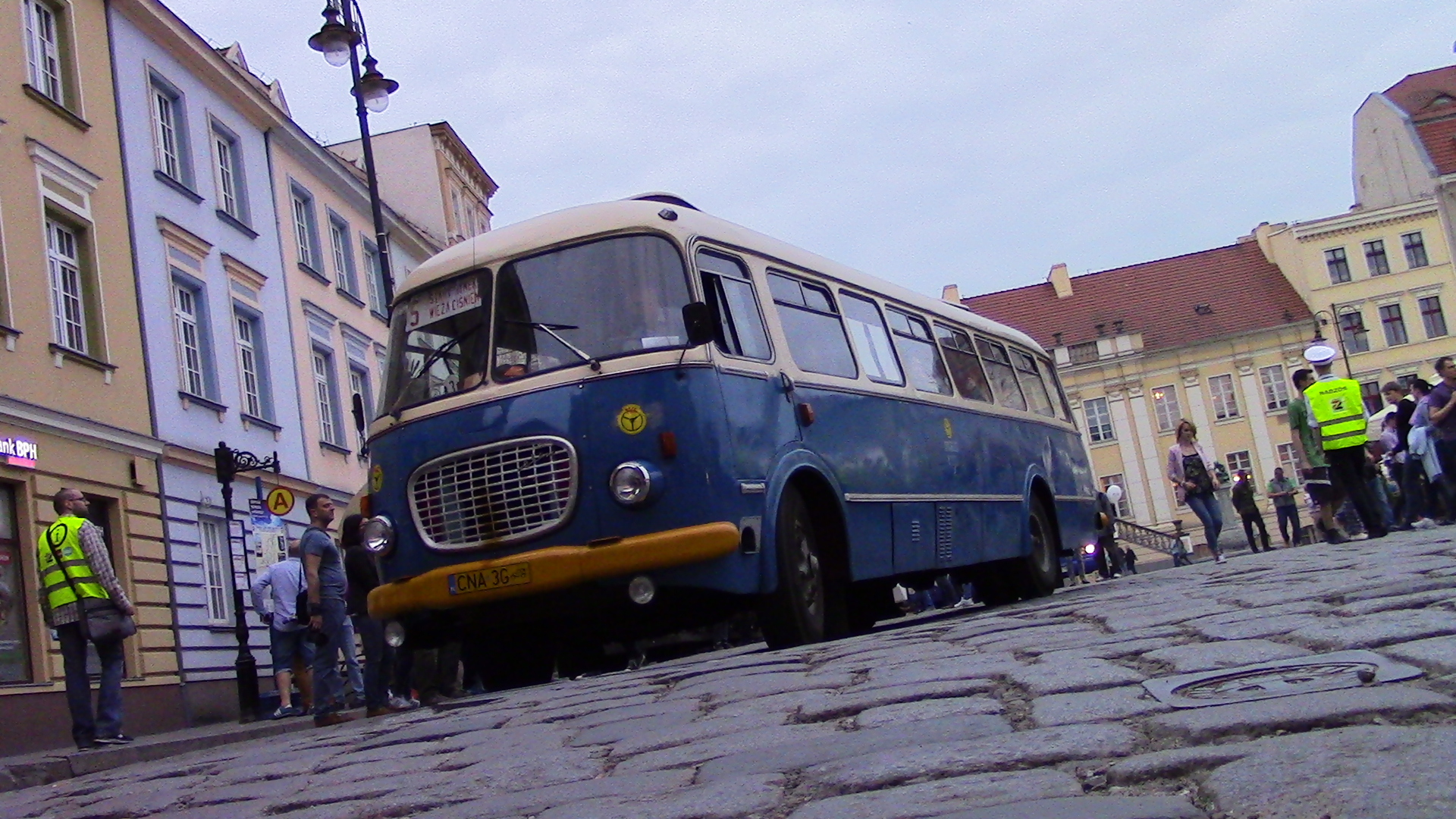
Jelcz B 78124